# Острів Кротова
О́стрів Кро́това (рос. Остров Кротова) — невеликий острів в затоці Петра Великого Японського моря. Знаходиться за 1,8 км на південь від острова Рікорда та за 530 м на північний захід від сусіднього острова Сергеєва. Адміністративно належить до Первомайського району Владивостока Приморського краю Росії.

## Географія
Острів овальної правильної форми, видовжений із північного сходу на південний захід. До сусіднього острова Сергеєва тягнеться риф з глибинами 1,2 м довжиною 560 м. Південний берег скелястий, обривистий та без рослинності, а північний полого спускається до берега і зарослий чагарниками. З усіх сторін острів обмежений каменями.

## Історія
Острів досліджений в 1862–1863 роках експедицією підполковника корпусу флотських штурманів Василя Бабкіна. Тоді ж і названий на честь дослідника Північного Льодовитого океану лейтенанта В. А. Кротова.